# Nilo Murtinho Braga
Nilo Murtinho Braga, sovint conegut com a Nilo, (Rio de Janeiro, 3 d'abril, 1903 - Rio de Janeiro, 7 de febrer, 1975) fou un futbolista brasiler de les dècades de 1920 i 1930.

## Trajectòria
Durant la seva llarga trajectòria esportiva (1918-1937) defensà els colors d'América-RN, Botafogo i Fluminense. Destacà principalment a Botafogo, on jugà durant 10 anys. Guanyà sis campionats carioques, quatre d'ells consecutius (1924, 1930, 1932, 1933, 1934, 1935), essent tres cops màxim golejador (1924, 1927 i 1933).
També jugà amb la selecció del Brasil, amb la qual participà en el Mundial de 1930.